# Bad Company - Protocollo Praga
Bad Company - Protocollo Praga (Bad Company) è un film del 2002 diretto da Joel Schumacher.

## Trama
Kevin Pope è un agente della CIA che, con il nome di Michael Turner, è coinvolto in una missione per recuperare un ordigno atomico rubato. Dopo il primo contatto con il venditore viene coinvolto in una sparatoria e rimane ucciso. 
La CIA scopre che Kevin aveva un fratello gemello, Jake Hayes, e lo convince a prendere il suo posto per poter concludere la missione. Jake, che non sapeva nulla di Kevin, ha solo 9 giorni per imparare a muoversi e a comportarsi come lui, altrimenti metterà in pericolo l'operazione della CIA e la relazione con la sua ragazza Julie, dato che quest'ultima ha deciso di lasciarlo perché preoccupata di non avere un futuro prospero assieme a lui, che nel frattempo è stato rassicurato dall'agenzia che in caso di successo la sua stessa vita potrebbe decisamente svoltare.

## Slogan promozionali
- «The World is in Good Hands»
«Il mondo è in buone mani.»
- «Two Mismatched Partners. One Messed Up Case!»
- «These Two People Are In Bad Company!»